# Caesar III
Caesar III est un jeu vidéo de gestion de type city-builder développé par Impressions Games et publié par Sierra On-Line en décembre 1998 sur PC et Macintosh. Le jeu fait suite à Caesar et à Caesar II publiés respectivement en 1992 et en 1995. Le joueur y incarne un gouverneur d'une cité de l'Empire romain qu'il doit développer en satisfaisant son peuple.

## Système de jeu

### Présentation du jeu
Comme ses prédécesseurs, Caesar III est un jeu de gestion de type city-builder, dans la lignée de SimCity, dans lequel le joueur incarne un gouverneur de la Rome antique qui supervise la construction et la gestion d’une cité avec pour objectif de satisfaire l’empereur romain Auguste. Pour faire prospérer sa cité, il doit notamment construire des maisons, des ateliers, des marchés, des écoles, des théâtres et des thermes. Il doit également développer un réseau de route, mais aussi de réservoirs et de canaux pour assurer l’approvisionnement en eau de la cité. Outre les aspects de construction et de gestion, le jeu inclut également un aspect militaire. Pour défendre la cité contre les attaques de barbares, le joueur doit en effet se constituer une armée en enrôlant des plébéiens, qu’il doit payer, sous peine de les voir se révolter. De la même manière, il doit garantir le bonheur du peuple pour éviter les révoltes. Contrairement à SimCity, le jeu inclut un système de progression qui voit le joueur être promu à la gestion d’une nouvelle ville lorsque la précédente est suffisamment développée. Outre d’importantes améliorations techniques, notamment des graphismes et de l’interface, par rapport à ses prédécesseurs, Caesar III donne un peu plus de vie à la simulation en dotant les passants d’une certaine intelligence, qui leur permet de réévaluer leurs tâches et leurs destinations. Il ajoute également un niveau de complexité supplémentaire avec la gestion de la religion, le joueur devant honorer cinq dieux différents en organisant des festivités et en construisant des temples.
Caesar III affiche la cité du joueur en 3D isométrique. Sur une carte limitée en surface et en ressources, le joueur doit construire des maisons et des bâtiments spécifiques améliorant le bien-être de ses habitants afin d'attirer des immigrants, et fournir ainsi de la main d'œuvre à de nouveaux bâtiments.
Caesar III propose une large variété de bâtiments à construire, en particulier :
- des chantiers navals, des quais, des fermes (de blé, d'olives, de porcs ou de fruits) pour produire la nourriture ;
- des greniers pour stocker la nourriture ;
- des industries pour fabriquer des biens de consommation pour le peuple ou l'exportation ;
- des entrepôts qui servent à la fois de lieux de stockage des biens et de centres de commerce, et des docks pour exporter ou importer par voie fluviale ou maritime ;
- des marchés pour distribuer au peuple la nourriture et les biens produits ou importés ;
- des préfectures pour combattre les incendies et la criminalité ;
- des puits, des aqueducs, des réservoirs et des fontaines pour approvisionner les habitants en eau potable ;
- des casernes, des murs, des corps de garde et des tours pour parer les invasions des gaulois, étrusques, celtes voire romains ;
- des temples dédiés aux dieux qui sont : Cérès, déesse de l’agriculture ; Neptune, dieu du commerce et de la mer ; Mercure, dieu des marchands, Mars, dieu de la guerre et Vénus, déesse de l’amour. En fonction du nombre d'habitants, donner à un dieu plus de temple qu'il ne le désire le rend heureux et donne des bonus à la cité du joueur. À l'inverse, si vous froissez un dieu en lui construisant moins de temple que ce dont il a besoin, il peut se venger en lançant des malédictions sur votre cité ;
- des théâtres, des amphithéâtres, des colisées, des hippodromes pour assurer le divertissement du peuple ;
- des écoles, universités, bibliothèques, pour parer la soif de savoirs du peuple ;
- des embellissements pour rendre le cadre de vie des habitants plus agréable ;
- le joueur dispose aussi d'un sénat où il peut consulter les besoins du peuple, gérer les relations avec les dieux, définir le montant des impôts, etc.

En mode campagne, le joueur évolue en grade, et se voit confier la gestion de villes plus importantes avec d'autres besoins, d'autres conditions climatiques et de nouveaux bâtiments disponibles. Après chaque mission réussie, le joueur doit sélectionner sa prochaine province parmi deux choix, dont l'un est généralement une province avec une certaine activité militaire, l'autre étant généralement plus tranquille, s'axant davantage sur la gestion. Les provinces disposant d'une activité militaire ennemie entrainent l'apparition régulière de troupes ennemies qui tentent d'attaquer la ville en détruisant ses bâtiments. Le joueur peut les contrer à l'aide des préfets, de murs et tours de défense, et de troupes qu'il peut diriger comme sur un champ de bataille : légionnaires, auxiliaires javelines, et auxiliaires de cavalerie.

### Les 11 missions du jeu
Le jeu est composé d'un tutoriel suivi de 10 autres niveaux intitulés, avec le choix de deux cartes différentes pour les niveaux 3 à 8 (une carte de type paisible et une autre de type dangereuse) :
- Citoyen : tutoriel comme "nouveau gouverneur"
- Fonctionnaire : Brundisium (mission : nourrir la populace)

Pour les missions 3 à 11, il faut choisir la carrière : pacificateur ou militaire :
- Ingénieur : Capua (pacificateur) ou Tarentum (militaire)
- Architecte : Tarraco (pacificateur) ou Syracusae (militaire)
- Questeur : Miletus (pacificateur) ou Mediolanum (militaire)
- Procureur : Lugdunum (pacificateur) ou Carthago (militaire)
- Édile : Tarsus (pacificateur) ou Tingis (militaire)
- Préteur : Valentia (pacificateur) ou Lutetia (militaire)
- Consul : Caesarea (pacificateur) ou Damascus (militaire)
- Proconsul : Londinium (pacificateur) ou Sarmizegetusa (militaire)
- César : Massilia (pacificateur) ou Lindum (militaire)

### Les objectifs à réaliser pour gagner les missions
La réussite de chacune des missions est assurée par l'atteinte de cinq objectifs de population, prospérité, culture, bienveillance de l'empereur et paix :
- la population totale (2 000-3 000 habitants dans les premiers niveaux, jusqu'à 10 000 habitants) ;
- le niveau de prospérité (entre 0 et 100 points) : la valeur maximale de la prospérité est principalement calculée sur la base du niveau de développement des logements dans la ville, et dépend de quelques autres facteurs comme le budget de la ville en fin d'année, le chômage, la différence entre les salaires des citoyens et ceux de la capitale, la disponibilité de la nourriture pour les citoyens, la présence d'un hippodrome, etc. ;
- le niveau de culture (entre 0 et 100 points) : il est calculé sur la base de la couverture des citoyens par l'accès aux temples, théâtres, bibliothèques, écoles, universités ;
- le niveau de bienveillance de l'empereur (entre 0 et 100 points) : celui-ci diminue naturellement chaque année et peut augmenter en lui faisant des cadeaux, en lui rendant des services (livraisons à temps des produits demandés, mise à disposition de légion lors d'une réquisition), en évitant de rester trop longtemps à crédit ;
- le niveau de paix (entre 0 et 100 points) : augmente si aucune maison n'est détruite lors des attaques ennemies.

## Accueil

### Critiques
| Caesar III            |      |        |
| Média                 | Nat. | Notes  |
| Computer Gaming World | US   | 4,5/5  |
| GameSpot              | US   | 7,9/10 |
| Gen4                  | FR   | 4/6    |
| IGN                   | US   | 8,7/10 |
| Joystick              | FR   | 80 %   |
| Jeuxvideo.com         | FR   | 15/20  |
| PC Zone               | UK   | 92 %   |

### Ventes et développements récents
D'après David Lester, le fondateur d’Impressions Games, Caesar III s'est vendu à plus de 2,5 millions d'exemplaires.
Depuis 2019, ce jeu est devenu un abandonware de la part de l'éditeur Sierra, on peut ainsi le télécharger de façon tolérée et gratuite.
En janvier 2023, la mise à jour Augustus EDITION, disponible sur Steam, entraine une refonte du jeu. Cette mise à jour améliore entre autres l'érgonomie et les graphismes, modifiant grandement le gameplay du jeu.

## Suite
Après le succès de Caesar III, Impressions Games continue d’améliorer son moteur de jeu et s’appuie dessus pour développer deux nouveaux jeux qui suivent les mêmes principes, mais dans un cadre différent, avec les jeux Pharaon (1999) et Le Maître de l'Olympe : Zeus (2000), qui sont eux aussi salué par la presse spécialisée. Un quatrième volet, intitulé Caesar IV et développé par Tilted Mill Entertainment, est publié par Sierra en 2006.